# Philip Sidney (3e comte de Leicester)
Philip Sidney, 3e comte de Leicester (10 janvier 1619 - 6 mars 1698), est un homme politique anglais qui siège à la Chambre des communes à divers moments entre 1640 et 1659 et hérite de la pairie du comte de Leicester en 1677. Il soutient la cause parlementaire dans la Première révolution anglaise. Pendant les Guerres des Trois Royaumes, il est connu sous le nom de vicomte Lisle (ou Lord Lisle), un titre subsidiaire des comtes de Leicester.

## Biographie
Il est le fils de Robert Sidney (2e comte de Leicester) et de son épouse Dorothy Percy, fille de Henry Percy (9e comte de Northumberland). En avril 1640, il est élu député de Yarmouth, île de Wight, dans le Court Parlement. Il est élu député de Yarmouth et de St Ives pour le Long Parlement en novembre 1640 et choisit de siéger à Yarmouth. Il est colonel d'un régiment de cavalerie en Irlande en 1641.
Lord Lisle soutient la cause parlementaire dans la guerre civile. Il est Lord lieutenant d'Irlande de 1646 à 1647. Il survit à la Purge de Pride en 1648 et siège au Parlement croupion et est conseiller d'État de 1648 à 1650. Il est nommé juge du procès du roi Charles Ier mais refuse de siéger. Il est président du Conseil de 1651 à 1652. En 1653, il est nommé conseiller d'État et conseiller du Lord Protector, et élu député de Kent au Parlement de Barebone. En 1654, il est élu député de l'île de Wight, une circonscription qui n'existe que sous le Parlement du premier protectorat. Il est nommé à la Chambre des Lords de Cromwell en 1658 sous la désignation "Lord vicomte Lisle". En 1659, il est réélu à la Chambre des communes pour le Parlement Restored Rump.
Lors de la restauration du roi Charles II en 1660, Lord Lisle reçoit un pardon. En 1677, à la mort de son père, il hérite du comté.
Lord Lisle épouse Lady Catherine Cecil, fille de William Cecil (2e comte de Salisbury), et son épouse, Lady Catherine Howard, en 1645. Leurs enfants sont Dorothy et Robert Sidney (4e comte de Leicester) ; ce dernier succède à son père comme comte de Leicester.
Deux des frères de Lord Lisle soutiennent le Parlement dans la guerre civile. Algernon Sydney est un parlementaire "martyr", mais Henry Sydney (1er comte de Romney) ne suit pas la cause avec les mêmes extrêmes.